# Barilius mesopotamicus
Barilius mesopotamicus és una espècie de peix cipriniforme de la família dels ciprínids.

## Morfologia
Els mascles poden assolir els 4,9 cm de longitud total.

## Distribució geogràfica
Es troba a la conca dels rius Tigris i Eufrates.